# 永井朋弥
永井 朋弥（ながい ともや、1986年11月24日 - ）は、愛知県出身の俳優、歌手である。音楽バンド+Plusでも活動中。2014年自身がプロデュースするアクセサリーブランドKlos Angelを立ち上げる。身長175cm。体重65kg。B型。

## 出演

### 映画
- BOYSLOVE 劇場版 （2007年9月1日全国公開） - 郡司光希 役
- 天使がくれたもの （2007年9月29日全国公開） - 伸哉 役
- スーパーカブ （2008年1月26日） - 直人 役
- 口裂け女2 (2008年3月22日公開） - 森下 役
- ブラブラバンバン (2008年3月15日公開） - ブラスバンド新入部員 役
- お姉チャンバラ （2008年4月公開） - 翔 役
- 体育館ベイビー （2008年5月10日公開） - 藤沢誠 役
- 同級生 （2008年5月10日公開） - 藤沢誠 役
- 大河ロマンシリーズ三部作 第一部「男女逆転 吉原遊郭」 （2008年） - 濃紫 役
- GOTH （2008年）
- カラスコライダー （2009年）
- 湾岸ミッドナイト （2009年）

### テレビドラマ
- しにがみのバラッド。(2007年 テレビ東京)
- のぞき屋(2007年 テレビ東京)
- 恋愛診断・サヨナラのメロディ（2007年 テレビ東京）

### 音楽
- +Plus(2008年結成)

### 舞台
- CHUJI（脇組プロデュース）
- メンズ校（野上英敏）

### DVD
- ひとりかくれんぼ（2008年）良平役
- ドリフト鷹(2007年ジェネオンエンタテインメント)
- ドリフト隼(2007年 ジェネオンエンタテインメント)
- となりの801ちゃん(2007年 ポニーキャニオン)

### テレビ
- 明石家さんちゃんねる（2008年）

### 雑誌
- FINE BOYS8月号（2009年　日之出出版）

### ネットドラマ
- 恋する血液型（2008年5月配信開始）A型女子のB型彼氏・ミチオ役

### その他
- イベント（2007年9月2日トークショー 渋谷シネマQ-AXにて）
- イベント（2008年2月2日トークショー 池袋シネマ・ロサにて）
- ナビゲーター（映画『BOYSLOVE 劇場版』オフィシャルブログ「BOYSLOVE-log」スペシャルナビゲーター）
- ナレーション（映画『本日の猫事情』映像特典メイキングナレーション）
- オフィシャルグッズ永井朋弥オフィシャルフォトグッズ2008
- ブログパーツSONYブログパーツ「FLO:Q」